# Amy O'Neill
Amy O'Neill, född 8 juli 1971 i Pacific Palisades, Kalifornien, är en amerikansk före detta skådespelerska. En av hennes mest kända roller är som Amy Szalinski i Disneyfilmen Älskling, jag krympte barnen samt i dess uppföljare Älskling, jag förstorade barnet.